# Locho Loccisano
Lucas Mariano Loccisano (Buenos Aires, 22 de junio de 1994), conocido por su nombre artístico Locho Loccisano o simplemente Locho, es un cantante, compositor, comediante, celebridad de Internet, y figura de televisión argentino.
Locho es muy activo y conocido en las redes sociales, contando con cientos de miles de seguidores en sus cuentas de Instagram y de Twitter.

## Biografía y carrera artística

### 2015-2019: Primeros años como cantante y en televisión
El apodo de "Locho" surgió debido a que su hermana, llamada Belén Loccisano, lo llamaba Lochi, como un apodo de su nombre que es Lucas, y él decidió usarlo como su nombre artístico; pero cambiando la última letra a la letra O. En 2015 Lucas fue parte de una banda de rock llamada LAPARE, en la cual era el cantante principal, la banda se disolvió en 2019. El dubut de Loccisano en la televisión fue en el programa transmitido por la señal de televisión argentina eltrece conducido por Guido Kaczka llamado La Tribuna de Guido, en el cual cumplió su rol de concursante.

### 2020-2021: Participaciones estelares
Locho, participó en la última temporada del reality show y programa juvenil producido por LaFlia Contenidos y emitido por elnueve llamado Combate, fue parte del equipo rojo por gran parte de la temporada cuando después pasó al equipo contrario (el equipo verde) que junto a Lourdes Puppi, Azul Grantón y Damián Ávila terminaron el certamen siendo subcampeones; Lucas terminando en octavo lugar mientras que Azul Grantón en quinto lugar.
El año siguiente tuvo lugar su participación en el programa de comedia transmitido por la señal de televisión argentina Net TV y conducido por Nicolás Occhiato titulado Tenemos Wifi, en el cual estuvo durante toda la temporada.
En 2020 fue ocasionalmente modelo de pasarela en la tercera temporada del reality show de confección llamado Corte y Confección, conducido por Andrea Politti y transmitido por la señal argentina eltrece; y desde el mismo año hasta 2021 estuvo en Tenemos Wifi, esta vez transmitido por el canal de cable KZO.
En 2021 fue parte de la versión latinoaméricana del reality show Too Hot to Handle de adultos "adictos al sexo", la versión latinoaméricana es titulada Jugando Con Fuego: Latino y está disponible en la plataforma de streaming Netflix. Ese mismo año participa como reportero en el programa Es Por Ahí, transmitido en el canal argentino América TV.
En noviembre de 2021 estuvo presente en los Premios Martín Fierro de Cable por ser parte del programa conducido por Nicolás Occhiato llamado Tenemos Wifi en la categoría de "Juegos / entretenimientos / reality / humor", en la cual quedaron nominados y ganó el programa 'Para alquilar balcones' de Canal de la ciudad.
También en el mismo año participa del programa de comedia transmitido por la señal argentina elnueve conducido por Nicolás Occhiato titulado Todo Puede Pasar, en el cual él es comediante y participa de sketches.
Desde septiembre de 2021 hasta febrero de 2022 Lucas vuelve al canal de origen argentino América TV para participar en la versión argentina del programa de origen estadounidense Wheel Of Fortune; conducido por Pamela David y llamado La Ruleta de tus Sueños, Locho es el "secretario" de la conductora.

### 2022-presente:El Hotel de los Famosos, fama en la televisión y su regreso a la música
En abril de 2022 la productora BoxFish TV convoca a Loccisano a participar en el exitoso reality show del canal argentino eltrece conducido por Carolina "Pampita" Ardohain y coconducido por Leandro "El Chino" Leunis llamado El Hotel de los Famosos; fue convocado debido a la salida de Rodrigo Noya. El público se ha quejado en las redes sociales de que Locho no estaba siendo tratado de buena manera y que los participantes que lo traban de mala manera debían ser "cancelados"; esto último se ha hecho en las redes sociales de algunas de las figuras del programa utilizando la palabra junto al hashtag "#StopBullying". Dentro del reality, Mariano ha dicho en múltiples ocasiones que ha sufrido este "Bullying" por parte de los participantes, siendo que en el programa 74 del reality Locho le dice a Martín Salwe «Yo sí sufrí bullying acá» él mismo confirmando los hechos. En la competencia, Loccisano, terminó siendo el último eliminado del certamen, el público enojado por la situación hicieron Trending topic en Twitter la frase "Locho ganador del pueblo".
Después de que terminara el reality Mariano entra a ser jurado de Canta Conmigo Ahora, programa conducido por el reconocido conductor Marcelo Tinelli y transmitido en el canal argentino eltrece, siendo jurado en un panel de cien jurados, compartiendo panel con artistas como Cristian Castro, José Luis Rodríguez "El Puma", Lelé, Manuel Wirtz, entre otros. Cuando terminó esta temporada, al día siguiente, empezó la segunda temporada de Canta conmigo ahora; convocado para volver a ser parte del panel de jurados del concurso, con jurados de la talla de Patricia Sosa, Oscar Mediavilla, Rodrigo Tapari, Bebe Contepomi, Bahiano, entre otros.
También debido a su participación en El Hotel de los Famosos fue invitado a programas como Intrusos en el espectáculo, Socios del espectáculo, El debate del Hotel de los Famosos, LAM y Nosotros a la mañana; programas en los cuales fue entrevistado por el conductor.
En agosto del mismo año, Locho lanzó un mix de covers de canciones junto al cantante Brian Lanzelotta; «Te conozco», «Te extraño, te olvido, te amo» y «Me dediqué a perderte», con el sello discografíco de De La Cruz Records.
En este año participa de múltiples concursos para famosos como Mandá Play, 100 Argentinos Dicen (especial famosos); y en Bienvenidos a Bordo como jurado invitado, junto a Hernán Drago y la conducción de Laurita Fernández.
En noviembre es nominado por primera vez a unos premios, siendo nominado a los Premios Los Más Clickeados, ganando la categoría y siendo su primer premio en su carrera. En diciembre es convocado para ser partícipe en Argentina de la obra de teatro titulada El Hostel de los Millones, teniendo un rol relevante y un personaje llamado "Nano".

## Discografía

### EPs
| Año  | EP |
| ---- | --- |
| 2015 | Sesión en vivo - Lanzamiento: 2015 - Discográfica: Hijo Único - Formatos: Descarga digital y streaming |
| 2017 | Paradigma - Lanzamiento: 2017 - Discográfica: Hijo Único - Formatos: Descarga digital y streaming      |

### Sencillos en solitario
| Año  | Título                                                                                          | Género       | Álbum               |
| ---- | ----------------------------------------------------------------------------------------------- | ------------ | ------------------- |
| 2018 | «Tratame suavemente»                                                                            | Versión      | Sencillos sin álbum |
| 2020 | «No Me Haces Falta» (con YANA & Fer Dux)                                                        | Trap         | Sencillos sin álbum |
| 2022 | «Te conozco» / «Te Extraño, Te Olvido, Te Amo» / «Me Dediqué A Perderte» (con Brian Lanzelotta) | Cumbia (Mix) | Sencillos sin álbum |
| 2022 | «Hasta que me olvides» / «Fuego noche, Nieve de día» / «Te vi venir»                            | Cumbia (Mix) | Sencillos sin álbum |

### Sencillos en LAPARE
| Año  | Título           | Álbum               |
| ---- | ---------------- | ------------------- |
| 2015 | «Tocar el Cielo» | Sencillos sin álbum |
| 2015 | «Muevelo»        | Sencillos sin álbum |
| 2015 | «Casualidad»     | Sencillos sin álbum |
| 2015 | «Milagro»        | Sencillos sin álbum |
| 2015 | «Noruega»        | Sencillos sin álbum |
| 2015 | «UNIVERSO»       | "Sesión en vivo"    |
| 2015 | «NORUEGA»        | "Sesión en vivo"    |
| 2016 | «Vuelvo a Verte» | Sencillos sin álbum |
| 2017 | «Deja Vu»        | Sencillos sin álbum |
| 2017 | «No Flashees»    | Sencillos sin álbum |
| 2017 | «Te Vas»         | Sencillos sin álbum |
| 2017 | «Oportuno»       | Sencillos sin álbum |
| 2018 | «La Acción»      | Sencillos sin álbum |
| 2018 | «Tanto»          | "Paradigma"         |
| 2018 | «Rio»            | "Paradigma"         |
| 2018 | «Toco Fondo»     | "Paradigma"         |

### Canciones producidas por él mismo
- L'oro di chi de Marking.
- Floor it de Jraco.

## Filmografía

### Reality Shows
| Televisión | Televisión                                 | Televisión                          | Televisión        | Televisión    | Televisión |
| Año        | Título                                     | Rol                                 | Resultado         | Notas         |            |
| ---------- | ------------------------------------------ | ----------------------------------- | ----------------- | ------------- | ---------- |
| 2018       | Combate 13G                                | Concursante del Equipo Rojo / Verde | Equipo Subcampeón |               |            |
| 2020       | Corte y Confección                         | Modelo                              | No aplicable      | 3 programas   |            |
| 2021       | Jugando con Fuego: Latino                  | Participante Gana un premio         | 6 episodios       |               |            |
| 2022       | El Hotel de los Famosos                    | Participante Gana un premio         | 16.° eliminado    | 64 episodios  |            |
| 2022       | Canta Conmigo Ahora                        | Jurado                              | No aplicable      | temporada 1-2 |            |
| 2023       | El Hotel de los Famosos: Segunda Temporada | Host digital                        | No aplicable      |               |            |
| 2023–2024  | Pasaplatos El Restaurante                  | Participante                        | 6.º puesto        |               |            |

### Programas de televisión
| Televisión | Televisión                              | Televisión           | Televisión | Televisión |
| Año        | Programa                                | Rol                  | Canal      |            |
| ---------- | --------------------------------------- | -------------------- | ---------- | ---------- |
| 2018       | La Tribuna de Guido                     | Competidor           | eltrece    |            |
| 2019       | Tenemos Wifi                            | Comediante           | Net TV     |            |
| 2020       | Tenemos Wifi en casa                    | Comediante           | KZO        |            |
| 2021       | Es por Ahí                              | Reportero            | América TV |            |
| 2022       | Es por Ahí                              | Invitado             | América TV |            |
| 2021       | Todo puede pasar                        | Comediante           | elnueve    |            |
| 2021       | Tenemos Wifi                            | Comediante           | KZO        |            |
| 2021–2022  | La Ruleta de tus Sueños                 | Secretario           | América TV |            |
| 2022       | Mandá Play                              | Concursante invitado | América TV |            |
| 2022       | 100 Argentinos Dicen (Especial Famosos) | Concursante invitado | eltrece    |            |
| 2022       | Intrusos en el espectáculo              | Invitado             | América TV |            |
| 2022       | Socios Del Espectáculo                  | Invitado             | eltrece    |            |
| 2022       | Nosotros a la Mañana                    | Invitado             | eltrece    |            |
| 2022       | El Hotel de los Famosos: El Debate      | Invitado             | eltrece    |            |
| 2022       | Implacables                             | Invitado             | elnueve    |            |
| 2022       | Bienvenidos A Bordo                     | Jurado invitado      | eltrece    |            |
| 2022       | LAM                                     | Invitado             | América TV |            |
| 2022       | Comer Para Creer                        | Invitado             | elnueve    |            |
| 2022       | La tarde del 9                          | Invitado             | elnueve    |            |
| 2022       | PH, podemos hablar                      | Invitado             | Telefe     |            |
| 2023       | Desayuno americano                      | Panelista            | América TV |            |

### Galas
- 2022 - FNM (Canal Cuatro - Jujuy, Argentina)

### Radio
- 2020 - Te Lo Conté (Radio Cadena Uno)
- 2022 - Todo Pasa (Urbana Play 104.3 FM)

### Vídeos musicales
- 2021 - Después de las 22 (de Melina De Piano - en YouTube)

### Obras de teatro
| Año  | País                 | Título de la obra         | Personaje / Rol | Ref.   |
| ---- | -------------------- | ------------------------- | --------------- | ------ |
| 2023 | Bandera de Argentina | El Hostel De Los Millones | Nano            | [ 32 ] |

## Premios y nominaciones

### Nominaciones
| Premios | Premios                    | Premios                            | Premios  | Premios   | Premios |
| Año     | Organización               | Categoría                          | Trabajo  | Resultado | Ref.    |
| ------- | -------------------------- | ---------------------------------- | -------- | --------- | ------- |
| 2022    | Premios Los Más Clickeados | Famosos con más rating en internet | Él mismo | Ganador   | [ 30 ]  |